# Tyers
Tyers – miasto w Australii, w stanie Wiktoria.